# Felix II (motpåve)

Felix II

Felix II var motpåve från 355 till 22 november 365. Han sattes upp mot påven Liberius (352–366).
Felix II valdes 355 till påve sedan Liberius förvisats, trots att Felix och prästerskapet i Rom under ed förpliktat sig att inte erkänna någon annan än Liberius såsom biskop. Felix fogade sig efter kejsar Constantius II:s kyrkopolitik och hade kontakt med arianerna, fast han inte tillhörde dem. Han fick prästerskapet på sin sida, men folket stödde Liberius. Denne försonade sig med kejsaren och tilläts återvända för att regera tillsammans med Felix II. Den sistnämnde blev dock före Liberius återkomst 358 fördriven och dog i Porto 365. Felix hyllades från 500-talet såsom helgon och martyr (åminnelsedag 29 juli). Detta kan ha skett på grund av förväxling med en afrikansk biskop Felix, som lidit martyrdöden.
Felix II ansågs till en början som legitim påve, men benämns nuförtiden som motpåve.